# Bloomsbury Group
Bloomsbury Group (nebo také Bloomsbury Set či pouze Bloomsbury) byla anglická neformální a volně fungující skupina umělců a intelektuálů, která vznikla kolem roku 1905 a jejíž členové se scházeli až do počátku druhé světové války. Svými názory a uměleckými počiny stáli členové skupiny ve výrazné opozici vůči hodnotám a typickým rysům viktoriánské éry (v záležitostech týkajících se hlavně náboženství, umění, sexu, feminismu apod.).

## Historie
Skupina vznikla jako neformální společenství absolventů univerzity v Cambridgi (čtyři členové ukončili univerzitu v roce 1899, mezi nimi i Toby Stephen, bratr Virginie Woolfové a Vanessy Bellové), kteří se seznámili na společenských akcích tajného sdružení Cambridge Apostles během studia. Po ukončení studií se cesty členů budoucí Bloomsbury Group načas rozešly (např. John Maynard Keynes začal pracovat na Ministerstvu financí, kde se zabýval britskými zájmy v Indii). Vanessa položila základy budoucí skupiny v roce 1904, když se s rodinou Stephenových (tj. čtyři potomci Julie (†1895) a Leslieho (†1904) Stephenových – Vanessa, Thoby, Virginia a Adrian) přestěhovala na Gordon Square v části Londýna zvané Bloomsbury. Thobyho smrt v roce 1906 posílila Vanessino rozhodnutí udržet si nezávislost a nadále se stýkat s ostatními členy skupiny.
Skupina se stala obecně známou v roce 1910, kdy se její členové zapojili do mystifikace na lodi Dreadnought, jež ztrapnila britské námořnictvo, a které se dostalo značné negativní publicity v tisku (byla považována za nevlasteneckou). Pacifistické názory skupiny vedly k další kritice během první světové války.
Také v roce 1910 Roger Fry v Londýně zorganizoval výstavu postimpresionismu, která se stala základním milníkem tohoto malířského směru. Výstava umožnila jednak britské veřejnosti získat přehled o inovacích, které proběhly v malířství na kontinentě a dále kritikům tyto změny hromadně odsoudit.
Po roce 1918 se společenství, jak rostl počet členů a přátel s rozdílnými postoji a názory, poněkud uvolnilo. Mezi větší aktivity členů patřilo založení nakladatelství Hogarth Press v roce 1917 (Virginia Woolfová a Leonard Woolf) a zavedení uměleckých dílen Omega Workshops v roce 1913 (Roger Fry, Duncan Grant a Maynard Keynes).

## Vliv
Názory a postoje Bloomsbury Group byly přijímány kontroverzně či dokonce výhradně kriticky během druhé světové války, poté postupně splynuly s hlavními proudy. Současníci jim vyčítali především elitismus v jejich pracích.
Clive Bell se soustředil na otázku kolonialismu a kritiku stálé existence britského impéria. Keynes se věnoval ekonomické teorii. Virginia Woolfová patřila a patří mezi čtené autory, její feminismus předběhl svou dobu.

## Témata
Přestože jsou nejznámější jako literární skupina (především Virginia Woolfová), její členové byli aktivní v mnoha uměleckých projevech, umělecké kritice a vzdělanosti:
literatura (ale také literární kritika, biografické eseje, sociální studie):
Virginia Woolfová, E.M. Forster, Lytton Strachey, Clive Bell, William Plomer, Laurens van der Post
Výtvarné umění:
Vanessa Bellová (malířka, provdaná za Clive Bella v roce 1907), Duncan Grant, Dora Carrington, Roger Fry (také umělecký kritik a teoretik). Po první světové válce se Charleston, kde bydlela Vanessa Bellová a Duncan Grant vyvinulo v centrum výtvarného umění.
Ekonom John Maynard Keynes a Leonard Woolf publikovali odborné studie, Desmond MacCarthy byl známý jako kritik.
Saxon Sydney-Turner byl hudebníkem.
Další lidé spojení s tímto okruhem byli:
Nina Hamnett,
Rupert Brooke,
Gwen Darwinová,
Jacques Raverat (manžel G. Darwinové).